# Gentoo Linux
Gentoo (výslovnost [ˈdžɛntuː]IPA) je distribuce operačního systému Linux vyvíjená, podobně jako Debian, komunitou. Je ovšem, na rozdíl od ostatních, založena na zdrojových kódech, takže si každý uživatel může přeložit svůj unikátní systém šitý na míru svým požadavkům; tento překlad však není nutností. Zakladatelem je Daniel Robbins.
Balíčkovací systém této distribuce se nazývá Portage [ˈpoːtidž], který řeší závislosti a předání parametrů pro překlad, a proto instalaci a správu systému zvládne i poučený začátečník.
Výhody: maximální možnost nastavení jednotlivých aplikací a součástí, přehledná konfigurace systému, optimalizace pro konkrétní hardware, časté aktualizace.
Nevýhody: náročnost na výpočetní výkon v průběhu instalace nebo aktualizace systému a aplikací, délka kompilace, pokud se nevyužívají předkompilované balíky.

## Portage
Portage je systém správy balíčků obdobný tomu v BSD zvaném FreeBSD Ports; byl ostatně vyvinut s přihlédnutím k BSD Ports. Portage je napsán v programovacím jazyce Python a je hlavním rysem Gentoo. Přestože je systém zván Portage, pracuje se s ním převážně pomocí příkazu emerge [iˈməːdž].

### USE flag
Portage nabízí užití „USE flag“, který umožňuje uživateli určit jaké možnosti, či volitelné součásti chce či nechce mít v nainstalovaných programech.
Pokud se pomoci patřičného nastavení „USE flag“ zapne například podpora pro DVD, bude tato podpora zapnuta a zkompilována ve všech programech, které nějakým způsobem pracují s DVD a kde je tato podpora obsažena jako volitelná.
Rovněž lze pomocí těchto parametrů ovlivňovat nastavení kompilace.

### Ebuild
Gentoo používá odlišný způsob správy balíčků než nejrozšířenější RPM a Deb, jeho systém využívá formátu ebuild. Zatímco RPM i Deb šíří zkompilované binární soubory. Ebuild jsou textové soubory obsahující instrukce, jak získat, nakonfigurovat, zkompilovat a instalovat daný software; vše ze zdrojového kódu a s optimalizaci na daný počítač. Může však sloužit i ke stažení a instalaci binárních balíků.

### Maskování
Maskování je jak Gentoo určuje, které balíčky jsou vhodné pro daný systém. Ebuild vytvořený pro jinou architekturu nebo ještě nedostatečně testovaný je maskovaný, tak aby se do stabilního systému nemohl nainstalovat bez přímého zásahu uživatele (tedy přidat balíček do /etc/portage/package.keywords nebo napsat do příkazového řádku ACCEPT_KEYWORDS='klíčové slovo' pro balíčky maskované klíčovým slovem). Experimentální balíčky jsou Hard Masked. Instalování Hard Masked ebuildu je riskantní a nedoporučuje se, protože jsou známé problémy s jejich použitím, přičemž balíčky maskované klíčovým slovem jen nejsou dostatečně vyzkoušeny (nebo byly testovány na jiné platformě), ale pravděpodobně budou správně fungovat. Hard Masked se obvykle instalují tak, že záznam o nich zkopírujeme z /usr/portage/profiles/package.mask do /etc/portage/package.unmask.

## Historie
Daniel Robbins se rozhodl vytvořit vlastní distribuci Linuxu po rozporech v Stampede Linuxu, který pomáhal vyvíjet. Začal vyvíjet distribuci Enoch se zaměřením na rychlost a automatickou instalaci a upgrade balíčků. Po čase se distribuce přejmenovala na Gentoo. Načas pak distribuce ustala, když Robbins přešel na FreeBSD. Po jeho návratu se vývoj obnovil.
Daniel Robbins získal časově neomezené právo provozovat obchod s produkty Gentoo. Zisk z něj není používán na rozvoj komunity, ale smí si ho nechat jako náhradu za náklady na rozvoj Gentoo, jež ho údajně stály přes 40 000 US$ a přivedly do dluhů. Toto rozhodnutí bylo některými členy komunity přijato s rozpaky.
V pondělí 26. dubna 2004 Daniel Robbins rezignoval na post hlavního architekta projektu. Předtím zřídil nadaci Gentoo Foundation a převedl na ni všechna autorská práva. Robbins jmenoval dozorčí radu, než bude další rok zvolena nová. Nadace je otevřena novým členům. Dále vrátil nadaci i právo na provozování obchodu a značky Gentoo.

### Jméno
Pojmenování této distribuce je odvozeno od označení tučňáka oslího (Pygoscelis papua), anglicky Gentoo Penguin. Ten je nejrychleji plavajícím ptákem (vmax = 27 km/h) na světě a jeho jméno má odrážet možné vylepšení a zvýšení rychlosti operačního systému, který je optimalizován na konkrétní stroj (počítač).